# Красная Армия всех сильней
«Красная Армия всех сильней» («Белая армия, чёрный барон…») — песня, написанная в годы Гражданской войны в России композитором Самуилом Покрассом и поэтом Павлом Горинштейном (псевдоним Григорьев).

## История создания
На русском языке с изменённым текстом песня прозвучала впервые в 1920 году. Изначально она была написана для войск Киевского военного округа. За границей стала известна под названием «Марш Красной Армии».
Песня явилась откликом на события, которые происходили летом 1920 года. На находящиеся под контролем большевиков территории началось наступление из Крыма Русской армии генерала барона Врангеля. В печати эта песня появилась впервые лишь в 1925 году и впоследствии многократно публиковалась под разными названиями «От тайги до британских морей», «Красная Армия», «Красноармейская», пока, наконец, с 1937 года не установилось окончательное название «Красная Армия всех сильней».
Долгое время при издании песни не указывались её авторы. Лишь в 1950-е годы музыковед А. В. Шилов установил (многие сомневаются в достоверности этих фактов), что сочинили «Красную Армию…» композитор Самуил Яковлевич Покрасс (1897—1939) и поэт Павел Григорьевич Горинштейн (1895—1961)
Белая армия, чёрный барон

Снова готовят нам царский трон,

Но от тайги до британских морей

Красная Армия всех сильней.

Припев:

Так пусть же Красная

Сжимает властно

Свой штык мозолистой рукой,

И все должны мы

Неудержимо

Идти в последний смертный бой!

Припев.

Красная Армия, марш, марш вперёд!

Реввоенсовет нас в бой зовёт.

Ведь от тайги до британских морей

Красная Армия всех сильней!

Припев.

Мы раздуваем пожар мировой,

Церкви и тюрьмы сравняем с землёй!

Ведь от тайги до британских морей

Красная Армия всех сильней!
Впоследствии автор песни П. Г. Григорьев писал:

… Основной моей работой с 1919 по 1923 год было создание агитационных произведений по заданию Политпросвета Киевского наробраза, Киевского военного округа, Агитпропа губкома партии и других организаций.
В течение 1920 года я написал несколько текстов боевых песен (в том числе и «Белую армию») для Самуила Покрасса, который переложил их на музыку и передал войскам Киевского военного округа.
Насколько мне вспоминается, в ней первоначально было четыре или даже пять куплетов. Припев, написанный мною, звучал так:

Пусть воин красный

Сжимает властно

Свой штык упорною рукой

Ведь все должны мы

Неудержимо

Идти в последний, смертный бой…

## Исполнители и варианты музыки и песни
Песню исполняли различные оркестры. Наиболее часто исполнителем являлся Отдельный показательный духовой оркестр Министерства обороны СССР. В часто встречающихся версиях отсутствует третий куплет.
После конфликта на КВЖД на мелодию этой песни была написана «Песня Дальневосточной Армии»:

Убийц вереницы

Сдержав пред собой,

На нашей границе

Упал часовой.

За далью Читинской

Зеркальной струёй

Сверкни, ощетинься

Штыков остриё.

Вперёд Особая

Дальневосточная,

На звуки вражеской пальбы

И банды белые

Гони настойчиво

За пограничные столбы!

Проносятся слухи

Бандитов гоня,

Товарищ Блюхер

Взнуздал коня.

На нашем флаге —

Зари лучи,

Сумбейский лагерь

Мы выручим.

Вперёд Особая

Дальневосточная,

На звуки вражеской пальбы

И банды белые

Гони настойчиво

За пограничные столбы!

Склонись над патроном,

Боец рядовой,

Вовек мы не тронем

Китай трудовой.

Но милитаристский

Продажный Китай,

Лишь сунется близко, —

В штыки раскидай!

Вперёд Особая

Дальневосточная,

На звуки вражеской пальбы

И банды белые

Гони настойчиво

За пограничные столбы!

Банкиры и воры —

За их спиной,

За переговорами

Штык стальной.

В ответ загрохочет

Орудий вой —

За власть рабочих

Стоим стеной!

Вперёд Особая

Дальневосточная,

На звуки вражеской пальбы

И банды белые

Гони настойчиво

За пограничные столбы!— Н. Асеев
В 2001 году песня была вновь исполнена певцом левопатриотических взглядов Иваном Барановым, но уже в новой аранжировке. В третьем куплете слово «церкви» заменено на «банки», так как куплет противоречил религиозным взглядам Баранова.
Часто песня исполняется военными оркестрами на специальных праздниках. Популярна среди болельщиков различных клубов ЦСКА. У фанатов московского ЦСКА и петербургского «Зенита» существует также переделанный вариант песни.
В некоторых песнях звучит либо музыка, либо слова из этой песни. Второй куплет упоминается в песне «Ворошилов» группы «Коммунизм». Музыка звучит в ряде песен Александра Харчикова. Последние слова из куплета были переделаны для походного марша Национал-большевистской партии России, написанного Николаем Кропаловым:

Но от Курил до Балтийских морей

Русская нация всех сильней!
В припеве гимна хоккейного клуба «Родина» встречаются такие строчки:
Ведь от тайги до британских морей

Родина-Киров всех сильней!

И от Москвы до японских морей

Знает Россия наших парней

## Зарубежные версии
Песня была популярна и за границей. В Венгрии была известна под названием «Марш красных резервов», во время Гражданской войны в Испании — «Марш батальона имени Чапаева». В 1934 году во время антифашистского восстания в Линце и Вене на немецком языке была написана песня, положенная на музыку Покрасса под названием «Die Arbeiter von Wien» («Марш венских рабочих»):

Wir sind das Bauvolk der kommenden Welt,

wir sind der Sämann, die Saat und das Feld.

Wir sind die Schnitter der kommenden Mahd,

wir sind die Zukunft und wir sind die Tat!

So flieg', du flammende, du rote Fahne voran dem Wege, den wir ziehn!

Wir sind der Zukunft getreue Kämpfer, wir sind die Arbeiter von Wien.

So flieg', du flammende, du rote Fahne voran dem Wege, den wir ziehn!

Wir sind der Zukunft getreue Kämpfer, Wir sind die Arbeiter von Wien.

Herrn der Fabriken, ihr Herren der Welt,

endlich wird eure Herrschaft gefällt.

Wir, die Armee, die die Zukunft erschafft,

sprengen der Fesseln engende Macht.

So flieg', du flammende, du rote Fahne voran dem Wege, den wir ziehn!

Wir sind der Zukunft getreue Kämpfer, wir sind die Arbeiter von Wien.

So flieg', du flammende, du rote Fahne voran dem Wege, den wir ziehn!

Wir sind der Zukunft getreue Kämpfer, Wir sind die Arbeiter von Wien.

Wie auch die Lüge uns schmähend umkreist,

alles bezwingend, erhebt sich der Geist

Kerker und Eisen zerdrückt seine Macht,

wenn wir uns rüsten zur letzten Schlacht.

So flieg', du flammende, du rote Fahne voran dem Wege, den wir ziehn!

Wir sind der Zukunft getreue Kämpfer, wir sind die Arbeiter von Wien.

So flieg', du flammende, du rote Fahne voran dem Wege, den wir ziehn!

Wir sind der Zukunft getreue Kämpfer, Wir sind die Arbeiter von Wien.
Перевод:

Мы — строители грядущего мира,

мы — сеятели, семена и поле.

Мы — жнецы наступающей жатвы,

мы — будущее и мы — действие!

Так лети, пылающее красное знамя, впереди по дороге, по которой мы идём!

Мы — будущего верные бойцы, мы — рабочие Вены.

Так лети, пылающее красное знамя, впереди по дороге, по которой мы идём!

Мы — будущего верные бойцы, мы — рабочие Вены.

Хозяева фабрик, хозяева мира,

ваше господство наконец рухнет.

Мы, армия, которая создает будущее,

взрываем стесняющую силу кандалов.

Так лети, пылающее красное знамя, впереди по дороге, по которой мы идём!

Мы — будущего верные бойцы, мы — рабочие Вены.

Так лети, пылающее красное знамя, впереди по дороге, по которой мы идём!

Мы — будущего верные бойцы, мы — рабочие Вены.

Как ни кружится ложь вокруг нас, понося,

преодолевая всё, поднимается дух.

Тюрьмы и железо давит его власть,

когда мы вооружаемся для последней битвы.

Так лети, пылающее красное знамя, впереди по дороге, по которой мы идём!

Мы — будущего верные бойцы, мы — рабочие Вены.

Так лети, пылающее красное знамя, впереди по дороге, по которой мы идём!

Мы — будущего верные бойцы, мы — рабочие Вены.
Существуют также варианты песни на турецком и японском языках.
В СРЮ во время войны с НАТО на музыку «Красная Армия всех сильней» была написана песня «Демократска НАТО Армиjа»:
«Demokratska» NATO armija,

a gospodar proklet i zao!

«Demokratska» NATO armija,

a gospodar proklet i zao!

 

Živela naša Jugoslavija!

Živela naša Srbija!

Predsednik Sloba, juri napred,

trupama komanduje!

 

Slavna armija Jugoslavije,

ruši zle snove Amerike!

Slavna armija Jugoslavije,

ruši zle snove Amerike!

 

Živeo predsednik Slobodan

Milošević, naš junak!

Živeo predsednik Slobodan

Milošević, naš junak!

 

Savezna Republika

Jugoslavija!

Savezna Republika

Jugoslavija!
В последнее время в сети Интернет получила распространение версия о том, что оригиналом для мелодии песни якобы послужила исполняемая на каталанском языке песня «Borgu», записанная в честь победы корсиканцев под предводительством Паскаля Паоли над французами 9 октября 1768 года в Борго.
Однако эта версия не выдерживает ни малейшей критики, поскольку даже на обложке альбома «Sventulerà», исполняющей песню «Borgu» корсиканской группы «I Chjami Aghjalesi», в качестве авторов указаны именно Григорьев и Покрасс.

## В популярной культуре
- Очень странные дела (2019). 3 сезон, 1 серия.
- Рожденная революцией Советский многосерийный телефильм 1974-77 г.
- Группа «Гражданская оборона» в песне «Повезло» цитирует:

В родной стране умирать роднее

Мой единственный шанс — это быть сильнее

Но от тайги до британских морей

Красная армия всех сильней
- Группа «Красная Плесень» выпустила кавер-версию песни «Красная Армия всех сильней» третьим треком в альбоме «ЖеZZZть» 2008 года[9].
- Группа «Dark Lunacy» выпустила песню «Red Blocks» в альбоме «The Day Of Victory» 2014 года. В песня имеются отрывки из песня «Красная Армия всех сильней».